# East Dubuque
East Dubuque [ˈiːst dəˈbjuːk] ist eine Stadt im äußersten Nordwesten des US-amerikanischen Bundesstaates Illinois im Jo Daviess County. Bei der Volkszählung im Jahr 2020 hatte sie 1505 Einwohner. East Dubuque liegt am Mississippi gegenüber der weit größeren Stadt Dubuque in Iowa. Beide Städte werden mit dem über die Julien Dubuque Bridge – nach dem französischen Entdecker Julien Dubuque benannt – führenden US Highway 20 verbunden.

## Geschichte
Nachdem die Gegend zuerst von Indianern besiedelt wurde, ist im 17. Jahrhundert mit Nicolas Perrot der erste weiße Entdecker dort aufgetaucht. Die ersten bekannten weißen Siedler waren im Jahre 1787 die Franzosen Julien Dubuque und Stephen Dubois.
Im Jahre 1832 waren Eleazer und Diadamia Frentress das erste Paar, das sich dauerhaft ansiedelte. Im gleichen Jahr hielten die Reverends Crummer und James erstmals Gottesdienste im improvisierten Schulhaus auf dem Gelände der Frentress-Farm ab. Die Siedlung, die den Namen Dunleith trug (nach einem schottischen Ort), entwickelte sich im 19. Jahrhundert sehr schnell. Im Jahre 1877 wurde der Name in East Dubuque geändert.
Der Anschluss an die Eisenbahn brachte Bodenspekulanten, Hoteliers und Fährleute in den Ort. Captain Merry ließ das bekannte Merry Building an der Hauptstraße des Ortes, der Sinsinawa Avenue errichten. Der Erfolg seines Unternehmens begründete sich auf den Fährbetrieb von Personen und Fracht über den Mississippi.
Im Jahr 1868 wurde eine Eisenbahnbrücke über den Mississippi errichtet, womit der lukrative Handel und das Hotelgeschäft zum Erliegen kam. 1887 wurde parallel zur Eisenbahn- auch eine Straßenbrücke errichtet.
In der Zeit der Prohibition zwischen 1919 und 1933 war East Dubuque bekannt für seine heimlichen Whisk(e)y-Destillerien und eine Vielzahl von Speakeasys.
Im Jahre 1943 wurde dann die bekannte Julien Dubuque Bridge ihrer Bestimmung übergeben. Diese war mit ihrer Länge von 1756 Metern zum damaligen Zeitpunkt eine der längsten Brücken über den Mississippi.

## Geografie
East Dubuque liegt auf 42°29′28″ nördlicher Breite und 90°38′28″ westlicher Länge.
Die Stadt liegt am Mississippi an der Grenze zwischen Wisconsin und Illinois. Auf dem gegenüber liegenden Ufer befindet sich die Stadt Dubuque in Iowa.
East Dubuque hat Fläche von 5,5 km², die sich auf 5,3 km² Land- und 0,2 km² Wasserfläche verteilen.

## Demografische Daten
Bei der Volkszählung im Jahre 2000 wurde eine Einwohnerzahl von 1995 ermittelt. Diese lebten verteilten sich auf 864 Haushalte in 527 Familien. Die Bevölkerungsdichte lag bei 373,9/km². Es gab 932 Gebäude, was einer Dichte von 174,7/km² entspricht.
Die Bevölkerung bestand im Jahre 2000 aus 99,10 % Weißen, 0,15 % Afroamerikanern, 0,20 % Asiaten, 0,05 % Indianern und 0,20 % anderen. 0,30 % gaben an, von mindestens zwei dieser Gruppen abzustammen. 1,05 % der Bevölkerung bestand aus Hispanics, die verschiedenen der genannten Gruppen angehörten.
23,3 % waren unter 18 Jahren, 8,8 % zwischen 18 und 24, 28,4 % von 25 bis 44, 23,5 % von 45 bis 64 und 16,0 % 65 und älter. Das durchschnittliche Alter lag bei 38 Jahren. Auf 100 Frauen kamen statistisch 105,9 Männer, bei den über 18-Jährigen 99,2.
Das durchschnittliche Einkommen lag bei $35.099, das durchschnittliche Familieneinkommen bei $45.924. Das Einkommen der Männer lag durchschnittlich bei $31.010, das der Frauen bei $19.459. Das Pro-Kopf-Einkommen lag bei $20.984. Rund 2,1 % der Familien und 4,3 % der Gesamtbevölkerung lagen mit ihrem Einkommen unter der Armutsgrenze.

## Persönlichkeiten
- Arthur Joseph O’Neill (1917–2013), römisch-katholischer Bischof von Rockford